# Soehrensia hahniana
Soehrensia hahniana ist eine Pflanzenart aus der Gattung Soehrensia in der Familie der Kakteengewächse (Cactaceae). Das Artepitheton hahniana ehrt den deutschen Kakteenkenner und -sammler aus Berlin-Lichterfelde Adolf Hahn († 1954).

## Beschreibung
Soehrensia hahniana wächst mit niederliegenden oder hängenden, seitlich verzweigenden Trieben. Die Triebspitzen sind gelegentlich aufgebogen. Die Triebe bilden gelegentlich an ihrer Unterseite Wurzeln. Sie sind im Querschnitt kreisrund und nicht gerippt. Die leuchtend grünen Triebe werden bis zu 75 Zentimeter lang und weisen Durchmesser von 1,5 bis 1,7 Zentimeter auf. Die rautenförmigen Höcker sind nur undeutlich ausgeprägt. Aus den Areolen entspringen neun bis zwölf Dornen, die nach allen Seiten ausstrahlen. Ein bis drei von ihnen sind zentraler angeordnet. Sie sind weiß, nadelig, stechend und besitzen eine bräunliche Spitze. An der Basis sind diese Dornen etwas zwiebelig verdickt und 0,2 bis 0,5 Zentimeter lang.
Die cremeweißen Blüten sind 15,5 bis 17 Zentimeter lang. Ihr Perikarpell und die Blütenröhre sind mit Schuppen und Büscheln ziemlich steifer, bräunlicher, verdrehter Haare besetzt. Die eiförmigen, rötlich grünen, glatten Früchte sind bedornt. Sie sind bis zu 3,2 Zentimeter lang und besitzen einen Durchmesser von 2,3 Zentimeter.

## Verbreitung, Systematik und Gefährdung
Soehrensia hahniana ist im Nordosten von Paraguay im Gebiet des Río Apa auf Kalkfelsen in Höhenlagen von 200 bis 500 Metern verbreitet.
Die Erstbeschreibung als Mediocactus hahnianus durch Curt Backeberg wurde 1957 veröffentlicht. Boris O. Schlumpberger stellte die Art 2012 in die Gattung Soehrensia. Weitere nomenklatorische Synonyme sind Harrisia hahniana (Backeb.) Kimnach & Hutchison ex Kimnach (1987), Echinopsis hahniana (Backeb.) R.S.Wallace (1997) und Trichocereus hahnianus (Backeb.) Guiggi (2012).
In der Roten Liste gefährdeter Arten der IUCN wird die Art als „Data Deficient (DD)“, d. h. mit keinen ausreichenden Daten geführt.

## Nachweise